# Virgil Șotropa
Virgil Șotropa (n. 5 decembrie 1867, Gheorgheni, Austro-Ungaria – d. 1 aprilie 1954, Năsăud, Bistrița-Năsăud, România) a fost un profesor român, membru de onoare (1943) al Academiei Române.

## Familia și studiile
Virgil Șotropa s-a născut la Sânnicolau Gurghiului (în prezent Gheorgheni), unde tatăl său, Alexandru, era președinte al consiliului de inspecție pentru exploatarea pădurilor și perceptor regesc. La vârsta de doi ani a rămas orfan de mamă.
A urmat cursurile gimnaziale (secundare) la Liceul Grăniceresc din Năsăud, cu excepția clasei a IV-a din ciclul inferior 1880/1881, pe care a urmat-o la Liceul Evanghelic din Bistrița. După bacalaureat, în 1885, și-a continuat studiile la Universitatea Franz Joseph din Cluj , unde a urmat cursurile Facultății de Litere, specialitatea limba și literatura maghiară și germană.

## Cariera didactică
În anul școlar 1888-1889 a fost ales profesor suplinitor a liceul năsăudean, unde a predat limba română și limba maghiară la clasele I-IV. În data de 4 decembrie 1896 a fost încadrat ca profesor de limba maghiară și germană la liceul superior (Obergymnasium) din Năsăud. După plecarea fostului director, Ioan Ciocan, ca profesor de limba și literatura română la Universitatea din Budapesta, în anul 1899, dintre cei 6 profesori care au candidat la postul de director, comisia administrativă a fondurilor școlare l-a ales director pe Virgil Șotropa. Ministerul Învățământului de la Budapesta a respins hotărârea comisiei administrative a fondurilor grănicerești năsăudene pe motivul că „Virgil Șotropa este prea mare naționalist român.” În anul 1913 Virgil Șotropa s-a pensionat la cerere. În data de 1 noiembrie 1919 a fost reîncadrat ca profesor la catedra de germană, completată uneori cu: istoria, geografia, limba română și filozofia. A profesat până la pensionarea sa definitivă, în anul 1933.

## Viața privată
În data de 4 iulie 1898 s-a căsătorit cu Rozalia Goldschmidt, fiica unui renumit bijutier evreu năsăudean.

## Publicații
- Români la gimnaziul latino-catolic din Bistrița 1729-1779, în: Transilvania 32 (1901), nr. 1, p. 3-17;
- Istoria școalelor năsăudene, Năsăud, 1913 (în colaborare cu Nicolae Drăganu);
- Regimentul grăniceresc năsăudean, Arhiva Someșeană, Năsăud, 1925;
- Împăratul Iosif II în Districtul Năsăudului, Arhiva Someșană, Năsăud, 1926.